# Paracuellos (Castille-La Manche)
Pour les articles homonymes, voir Paracuellos (homonymie).
Paracuellos est une municipalité espagnole de la province de Cuenca, dans la région autonome de Castille-La Manche.